# Lipid-A-disaharid sintaza
Lipid-A-disaharid sintaza (EC 2.4.1.182, Lipid-A-disaccharide synthase) je enzim sa sistematskim imenom UDP-2,3-bis(3-hidroksitetradekanoil)glukozamin:2,3-bis-(3-hidroksitetradekanoil)-beta--glukozaminil-1-fosfat 2,3-bis(3-hidroksitetradekanoil)-glukozaminiltransferaza. Ovaj enzim katalizuje sledeću hemijsku reakciju
UDP-2,3-bis(3-hidroksitetradekanoil)glukozamin + 2,3-bis(3-hidroksitetradekanoil)-beta--glukozaminil 1-fosfat {\displaystyle \rightleftharpoons } UDP + 2,3-bis(3-hidroksitetradekanoil)-D-glukozaminil-(1->6)-beta-D-2,3-bis(3-hidroksitetradekanoil)-beta--glukozaminil 1-fosfat
Ovaj enzim zajedno sa EC 2.3.1.129 (acil-[acil-nosilac-protein]---UDP-N-acetilglukozamin O-aciltransferaza) i EC 2.7.1.130 (tetraacildisaharid 4'-kinaza) učestvuje u biosintezi fosforilisanog glikolipida, Lipid A, u spoljašnjoj membrani Escherichia coli.

## Literatura
- Nicholas C. Price; Lewis Stevens (1999). Fundamentals of Enzymology: The Cell and Molecular Biology of Catalytic Proteins (Third изд.). USA: Oxford University Press. ISBN 019850229X.
- Eric J. Toone (2006). Advances in Enzymology and Related Areas of Molecular Biology, Protein Evolution (Volume 75 изд.). Wiley-Interscience. ISBN 0471205036.
- Branden C; Tooze J. Introduction to Protein Structure. New York, NY: Garland Publishing. ISBN 0-8153-2305-0.
- Irwin H. Segel. Enzyme Kinetics: Behavior and Analysis of Rapid Equilibrium and Steady-State Enzyme Systems (Book 44 изд.). Wiley Classics Library. ISBN 0471303097.
- William P. Jencks (1987). Catalysis in Chemistry and Enzymology. Dover Publications. ISBN 0486654605.

## Spoljašnje veze
- Lipid-A-disaccharide+synthase на 